# Kjell Askildsen
Kjell Askildsen, född 30 september 1929 i Mandal i dåvarande Vest-Agder fylke, död 23 september 2021 i Oslo, var en norsk författare. 
Askildsen omtalas ofta som en av den norska litteraturens främsta novellister. Hans stil anses knapp och formen enkel och fulländad.

## Biografi
Askildsen tog examen artium år 1949 och studerade därefter vid Universitetet i Oslo, men avbröt studierna år 1950.
Under andra världskriget var han redan som tolvåring involverad i den norska motståndsrörelsens arbete. Hans föräldrar flydde till Sverige och Askildsen levde skild från dem. Efter kriget började han kalla sig kommunist och ta avstånd från kristendomen, vilket ledde till ett avståndstagande mellan honom och hans pietistiska föräldrar. Detta återspeglas  även i böckerna.
År 1950 tjänstgjorde han i Tysklandsbrigaden i Schleswig-Holstein. Under tiden i Tyskland blev han pacifist och vägrade att genomgå korpralsutbildning när han kom tillbaka till Norge, vilket ledde till att han sändes till arbetsläger i Moss.

## Debut och genombrott
Askildsen debuterade med novellsamlingen Heretter følger jeg deg helt hjem 1953, vilken väckte stor uppmärksamhet på grund av skildringen av ung sexualitet och folkbiblioteket i Askildsens hemstad Mandal vägrade att låna ut den. Hans litterära genombrott kom i slutet av 1960-talet, framför allt genom novellsamlingen Kulisser (1966). Genom romanen Omgivelser (1969) nådde han en större publik.

## Politisk ställning
Under 1970-talet stod Askildsen på vänstersidan i politiken och stöttade Arbeidernes kommunistparti, även om han aldrig var betalande medlem. Han var en centralfigur i konflikten inom Den norske Forfatterforening under den tiden. Romanerna Kjære, kjære Oluf (1974) och Hverdag (1976) är socialrealistiska och uttryckligen politiska.

### Utgivet på svenska
- 1979 – Kompisarna (översättning: Magdalena Rönneholm)
- 1995 – Ett stort öde landskap (översättning: Urban Andersson)
- 1997 – Hundarna i Thessaloniki (översättning: Urban Andersson)
- 2017 – Noveller (översättning: Ragnar Strömberg)

## Priser och utmärkelser
- 1983 – Kritikerpriset för Thomas Fs siste nedtegnelser til allmennheten
- 1987 – Riksmålsförbundets litteraturpris
- 1991 – Aschehougpriset
- 1991 – Kritikerpriset för Et stort øde landskap
- 1995 – Doblougska priset
- 1996 – Bragepriset
- 1997 – Oktoberpriset
- 2004 – Den norska akademiens pris
- 2009 – Svenska Akademiens nordiska pris
- 2010 – Sørlandets litteraturpris (hederspris)